# Politiezone Beveren
De PZ Beveren of Politiezone Beveren (zonenummer 5430) was een Belgische Politiezone in de provincie Oost-Vlaanderen in het Gerechtelijk Arrondissement Dendermonde. Het werkgebied van de zone bestreek de gemeente Beveren en al zijn deelgemeenten.
Hoofd van de PZ Beveren was Korpschef (Hoofdcommissaris): Leo Mares.
Op 1 januari 2015 is deze politiezone samen met de Politiezone Sint-Gillis-Waas/Stekene op gegaan in de Politiezone Waasland-Noord